# Grammisgalan 2021
Grammisgalan 2021 hölls 3 juni 2021 i Södra Teatern i Stockholm. 2020-års mest uppmärksammade artister, musiker och kreatörer prisades i 24 kategorier.

## Priser

### Årets album
Victor Leksell – Fånga mig när jag faller
- Ana Diaz – Tröst och vatten
- Ane Brun – After the Great Storm
- Hov1 – Montague
- Yasin – 98.01.11

### Årets alternativa pop
Ane Brun – After the Great Storm
- Alice Boman – Dream On
- El Perro del Mar – Free Land
- Léon – Apart
- Little Dragon – New Me, Same Us

### Årets artist
Victor Leksell
- Miriam Bryant
- Miss Li
- Newkid
- Yasin

### Årets barnmusik
Britta Persson – Folk - dikt och toner om personer
- Ensemble Yria – Virvel och Vinda
- Karl-Petters Orkester – Jag har blivit farbror
- Longkalsong – Upptäckarklubben
- Micaela Gustafsson – Småpunk - Musiken från trotspodden, Barnradio Sveriges Radio

### Årets dansband
Martinez – Bubbelgum
- Barbados – Vi
- Casanovas – Mota olle i grind
- Larz-Kristerz – Lättare sagt än gjort
- Streaplers – En gång till

### Årets elektro/dans
Off the Meds – Off the Meds
- Axel Boman – Eyes of My Mind
- Bella Boo – Let's Go Out
- Rebecca & Fiona – "Fet House Mode", "Another World", "Heart Skips A Beat", "People Getting Mad"
- Studio Barnhus, Axel Boman, Kornél Kovács, Pedrodollar – 10

### Årets folkmusik
Lena Jonsson Trio – Stories from the Outside
- Garmarna – Förbundet
- Northern Resonance – Northern Resonance
- Thommy Wahlström – Låtar på sopransaxofon
- Ånon Egeland & Mikael Marin – Farvel, farvel

### Årets hiphop
Yasin – 98.01.11
- Bennett – Och du heter?
- Guleed – Lucky 20
- Jireel – Sex känslor
- Zacke – Pengar. Frihet. Zakaria Jamal.

### Årets hårdrock/metal
Dark Tranquillity – Moment
- Hällas – Conundrum
- Lucifer – Lucifer III
- Necrophobic – Dawn of the Dawned
- Vampire – Rex

### Årets jazz
Amanda Ginsburg – I det lilla händer det mesta
- Ellen Andersson – You Should Have Told Me
- Hederosgruppen – Storstrejk
- Jari Haapalainen Trio – Fusion Forever
- Rymden – Space Sailors

### Årets klassiska
Jacob Kellermann & Christian Karlsen – Rodrigo, Harden & Coll: Guitar Works
- Cecilia Zilliacus & Bengt Forsberg – Swedish Violin Treasures
- Herbert Blomstedt/Gewandhausorchester Leipzig – Brahms Symphony No. 1
- Martin Fröst & Concerto Köln – Vivaldi
- Orfeus Barock Stockholm, Johannes Rostamo, Cello & Luca Guglielmi, Cembalo – J.S. Bach & C.P.E. Bach: Works

### Årets kompositör
Ane Brun
- Ana Diaz
- Jonnali "Noonie Bao" Parmenius
- Ludwig Göransson
- Victor Thell

### Årets låt
Victor Leksell – "Svag"
- Dree Low & Owen – "Dip Dip"
- Greekazo & Dree Low – "Ice Cream"
- Kygo, Avicii & Sandro Cavazza – "Forever Yours"
- Miss Li – "Komplicerad"

### Årets musikvideo
Vedran Rupic för Salvatore Ganacci & Sébastien Tellier – "Boycycle"
- Andreas Almkvist för Rebecca & Fiona – "Fet House Mode"
- Filip Nilsson för Major Lazer & Marcus Mumford – "Lay Your Head on Me"
- Nim Kyoung Ran för Daniela Rathana – "Ansikte"
- Simon Gullström för Theophilia – "Let There Be Light"

### Årets nykomling
Mona Masrour
- Daniela Rathana
- Haval
- Klara Keller
- Myra Granberg

### Årets pop
Ana Diaz – Tröst och vatten
- Estraden – Mellan hägg och syrén
- Myra Granberg – Bara hälften kvar
- Newkid – Mount Jhun
- Victor Leksell – Fånga mig när jag faller

### Årets producent
Oscar Holter & Martin Sandberg
- Amr Badr
- Fanny Hultman
- Manny Flaco
- Myra Granberg

### Årets rock
Hurula – Jehova
- Florence Valentin – Det var en gång
- Håkan Hellström – Rampljus
- Johnossi – Torch // Flame
- Thåström – Klockan 2 på natten, öppet fönster...(Live)

### Årets soul/r&b
Zikai – Make You Mine
- Cherrie – "Ingen annan än du", "Maria", och "123"
- Jána – "Flowerworks samt green"
- Mona Masrour – "Påminner mig", "Får aldrig nog", "Exclusive", och "Easy"
- Nápoles – Slowin It

### Årets textförfattare
Ana Diaz – Tröst och vatten
- Guleed – Lucky 20
- Håkan Hellström – Rampljus
- Mona Masrour – "Påminner mig", "Får aldrig nog", "Exclusive", och "Easy"
- Yasin Mahamoud – 98.01.11 och More To Life

### Årets visa/singer-songwriter
Iiris Viljanen – Den lilla havsfrun
- Ane Brun – How Beauty Holds the Hand of Sorrow
- Christian Kjellvander – About Love And Loving Again
- Mando Diao – I solnedgången
- Tomas Andersson Wij – Högre än händerna når

### Årets hederspris
Eva Dahlgren

### Årets specialpris
Per Sinding-Larsen

### Årets hållbara artist
Stefan Sundström